# Gennadio II di Costantinopoli
Gennadio Scolario II di Costantinopoli, nato Georgios Kourtesios Scholarios (Costantinopoli, 1405 – Prodromo, 1473), è stato un arcivescovo ortodosso e teologo bizantino.
Fu tre volte patriarca di Costantinopoli: dal 6 gennaio 1454 al 6 gennaio 1456 (nominato da Maometto II per la sua avversione ai Cattolici), dall'aprile il 1463 al giugno 1463 e dall'agosto 1464 all'autunno 1465.
Partecipò al concilio di Firenze, ma nel 1444 si dichiarò ostile al cattolicesimo.

## Biografia

### Primi anni
Giorgio Kourtensios nacque a Costantinopoli verso il 1405 da famiglia agiata. Discepolo del metropolita Marco di Efeso, studiò come autodidatta filosofia e teologia, sia greca che latina. Successivamente, aprì nella sua casa una scuola, frequentata sia da allievi bizantini che italiani, figli dei membri della comunità veneziana e genovese presente nelle capitale. In questi anni, (verso il 1420) conobbe l'umanista Francesco Filelfo, che era a Costantinopoli in casa dei Crisolora, dedicandosi poi all'insegnamento con la composizione di una grammatica greca e di vari commenti a filosofi greci (Aristotele) e latini (San Tommaso d'Aquino). Infine, Giorgio entrò a servizio della corte imperiale bizantina, dapprima come giudice e subito dopo come segretario dell'imperatore Giovanni VIII Paleologo, svolgendovi anche mansioni di precettore e predicatore (benché fosse laico), molto apprezzato per la sua eloquenza.

### Da unionista ad avversario dei cattolici
Nel 1438 fu scelto come membro del seguito di ecclesiastici, teologi e studiosi che dovevano seguire il basileus Giovanni VIII in Italia, al fine di promuovere l'unione della Chiesa ortodossa con Roma. Il Concilio tra i rappresentanti cattolici e quelli ortodossi avvenne prima a Ferrara e poi a Firenze, e si concluse nell'estate del 1439, con la bolla di unione tra le due Chiese, malgrado le proteste degli anti-unionisti, tra i quali spiccava l'antico maestro di Giorgio, Marco di Efeso. Personalmente Giorgio era favorevole all'unione, ma era scettico in quanto ai risultati tangibili (ovvero un'azione comune contro i Turchi che minacciavano la capitale imperiale). Dopo il ritorno in patria, lo studioso bizantino cercò di tenersi fuori dalle dispute teologiche, ma nel 1444, alla morte di Marco di Efeso, giurò sul suo letto di morte che avrebbe avversato ogni tentativo di unione con la Chiesa cattolica. Da allora i suoi scritti furono fortemente polemici contro i latini e la Curia romana, fino alla morte di Giovanni, nell'ottobre del 1448 e alla salita al trono del suo successore, Costantino XI, fratello del defunto imperatore, il quale voleva ancora più di lui l'unione tra le due fedi per parare la minaccia ottomana. Capendo che la sua fortuna era venuta meno, Giorgio nel 1450 si ritirò nel monastero di Charsianites, con il nome di Gennadio Scolario. Quando, nel novembre del 1452, arrivò a Costantinopoli il legato papale Isidoro di Kiev per formalizzare l'unione tra le due Chiese (avvenuta il 12 dicembre dello stesso anno nella basilica di Santa Sofia), prese decisamente posizione contro tale atto, pur non riuscendo ad impedirlo.

### Patriarca di Costantinopoli

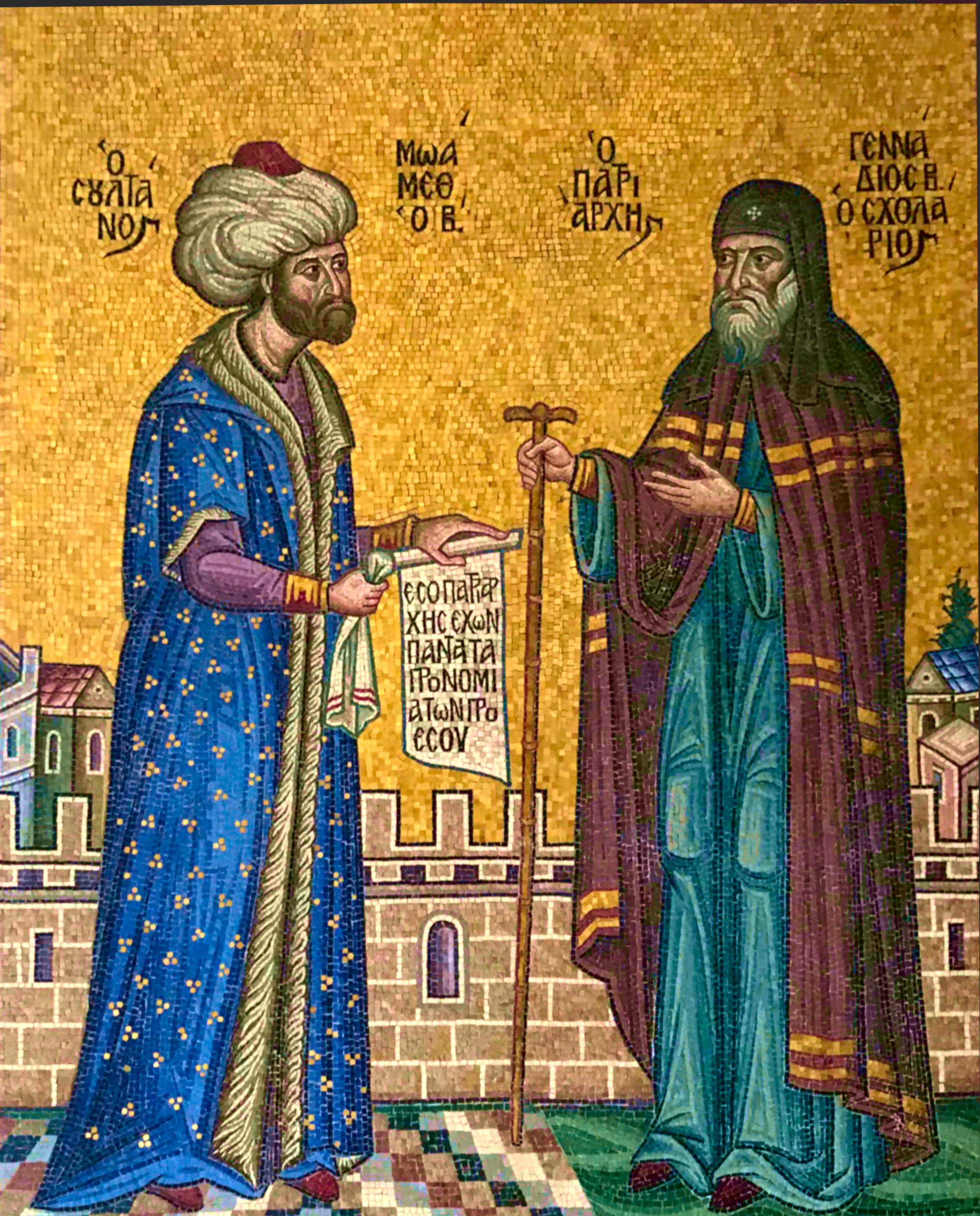
Il patriarca Gennadio con Maometto II raffigurati in un mosaico dei XX secolo

Dopo la presa di Costantinopoli del 29 maggio 1453 da parte dell'esercito ottomano del sultano Maometto II, Gennadio fu fatto prigioniero insieme al nipote Teodoro Sophianos e condotto ad Edirne, capitale del sultano. Questi, volendo che il trono patriarcale ortodosso fosse occupato da un uomo di sua fiducia, scelse il teologo bizantino. Fu così che formalmente il clero ortodosso elesse Gennadio, il quale accettò la carica il 6 gennaio 1454 con il nome di Gennadio II: era la prima volta che un patriarca cristiano veniva insignito dell'alto ufficio da un sovrano di religione diversa (fu infatti Maometto II a dargli le insegne del suo magistero, ovvero la stola bianca, il bastone e la croce pettorale). Subito dopo la cerimonia, Gennadio si recò nella basilica dei Santi Apostoli, la seconda della città, destinata al culto ortodosso (quella di Santa Sofia fu trasformata in moschea), dove venne incoronato patriarca dal metropolita di Eraclea. 
Come patriarca, Gennadio ottenne dal sultano molti privilegi: l'inviolabilità personale, l'esenzione fiscale e il diritto di trasmettere queste prerogative ai suoi successori. Inoltre, sotto il suo governo, non solo la popolazione greco-bizantina non fu perseguitata, ma ebbe anche varie concessioni in materia giudiziaria per cause riguardanti il matrimonio, il divorzio e la tutela dei minori, oltre alla facoltà di risolvere le dispute teologiche. 
Un anno dopo, tuttavia, Gennadio II palesò le sue intenzioni di abdicare per ritirarsi a vita monastica, ma pare sia rimasto in carica fino alla primavera del 1456. In estate si ritirò sul Monte Athos, nel monastero di Vatopedi, poi alcuni mesi dopo (1457) presso Serres, nel convento di San Giovanni Battista sul Monte Meneceo. Qui sarebbe rimasto, se il sultano non gli avesse ordinato di tornare sul trono patriarcale per ben due volte: dall'aprile al giugno del 1463 e dall'agosto del 1464 all'autunno del 1465.
Dopo aver lasciato la carica patriarcale per la terza volta, Gennadio si ritirò nel monastero di Prodromo, dove rimase fino alla morte, avvenuta all'incirca nel 1473. 
Di lui rimangono opere teologiche rivolte al sultano Maometto II (L'unica via della salvezza degli uomini, e la Confessione della fede, quest'ultima parzialmente tradotta anche in turco), mentre la Lettera pastorale sulla presa di Costantinopoli, databile all'autunno del 1454, quando era entrato in carica da pochi mesi, interpreta la catastrofe come un castigo divino.